# Martin Schmidt (Bauingenieur)

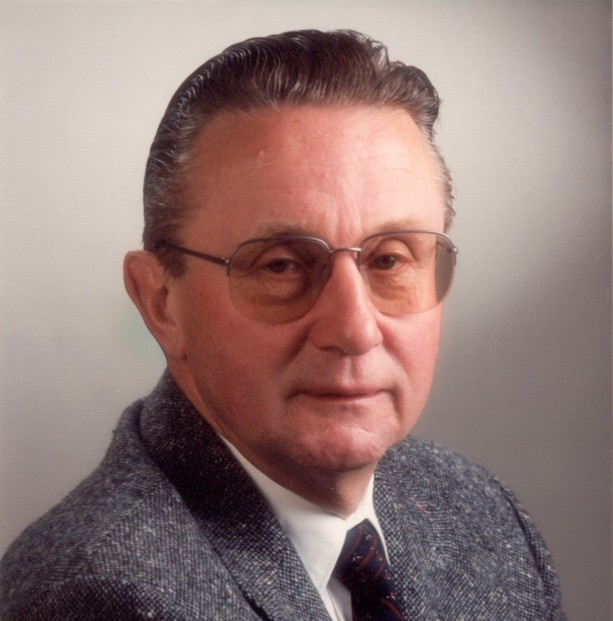
Martin Schmidt

Martin Schmidt (* 29. Juli 1928 in Meyenburg; † 2. Februar 2003 in Hildesheim) war ein deutscher Wasserbauingenieur und Talsperrenexperte. Ein hohes Interesse legte er in den historischen Wasserbau, und sein besonderes Verdienst waren die Publikationen rund um die Bauwerke des Oberharzer Wasserregals, durch die erst deren Anerkennung zum UNESCO-Weltkulturerbe möglich wurde.

## Leben
Martin Schmidt war Sohn eines Lehrerehepaares. Nach Kriegsdienst als Flakhelfer und Arbeitsdienstmann sowie kurzer englischer Kriegsgefangenschaft machte er 1947 Abitur und studierte bis 1952 an der TU Berlin Bau- und Verkehrswesen. Es folgte eine fünfjährige Tätigkeit beim dortigen Institut für Wasserbau und Wasserwirtschaft, während der er mit einem Thema über Streichwehre promovierte. 1957 bis 1962 arbeitete er in Namibia (damals Südwest-Afrika) und war dort in der Nähe von Mariental verantwortlicher örtlicher Bauleiter beim Bau des Hardap-Dammes. 
1962 trat Martin Schmidt bei den Harzwasserwerken ein und prägte als Bauleiter wesentlich den Bau von Innerstetalsperre, Granetalsperre und deren Überleitungsbauwerken. Durch diese Maßnahmen hatte sich bis Anfang der 1980er Jahre der Trinkwasserverkauf der Harzwasserwerke nahezu verdoppelt. Ende der 1960er Jahre wurde er Direktor der Harzwasserwerke. Bereits in dieser Zeit veröffentlichte er seine Erfahrungen und Kenntnisse im Bereich Hydraulik, Hydrologie, Talsperrenbau, Wasserwirtschaft und -versorgung in zahlreichen Aufsätzen und Büchern. 
Anfang bis Mitte der 1980er Jahre verfolgte er Pläne, Talsperrenbauwerke im Siebertal zu errichten. Aufgrund erheblicher Proteste gegen dieses Vorhaben seitens Naturschützern, betroffener Anwohner und Unterliegern zog das Land Niedersachsen jedoch 1987 seine Förderzusagen zurück, sodass dieses Projekt nicht durchgeführt werden konnte. 
Ende der 1980er Jahre begann Martin Schmidt, sich für das Kulturdenkmal Oberharzer Wasserregal zu interessieren. Er sichtete im Niedersächsischen Bergarchiv unzählige bis dahin ungelesene Dokumente aus dem 17. und 18. Jahrhundert und wertete diese aus. Des Weiteren erkundete er durch intensive Fußmärsche in den Oberharzer Wäldern noch vorhandene Spuren früherer Bauwerke. Es erschienen mehrere Veröffentlichungen und zwei Bücher von ihm zu diesem Thema. 
1991 wurden vom Land Niedersachsen die aktiven Anlagen des Oberharzer Wasserregals den Harzwasserwerken zur Betreuung übertragen. Martin Schmidt setzte sich als Direktor der Harzwasserwerke dafür ein, dass in den ersten Jahren eine denkmalgerechte Grundinstandsetzung des seinerzeit im eher baufälligen Zustand befindlichen Systems durchgeführt wurde. Darüber hinaus ließ er ein System von „WasserWanderWegen“ errichten: Auf 22 Themenpfaden von insgesamt 112 Kilometern Länge werden interessierte Besucher über die Bauwerke der historischen Oberharzer Wasserwirtschaft im Gelände unterrichtet. Letztendlich hat Martin Schmidt mit all diesen Maßnahmen den Bekanntheitsgrad dieser Bauwerke erheblich gesteigert und auch deutlich zu seiner wissenschaftlichen Aufarbeitung beigetragen. Wahrscheinlich konnte erst auf Grundlage dieser Vorarbeit der Antrag des Landes Niedersachsens, das Oberharzer Wasserregal als Teil des Weltkulturerbes anzuerkennen, erfolgreich auf den Weg gebracht werden. 
Martin Schmidt starb am 2. Februar 2003 in Hildesheim an Krebs.

## Ehrungen
- Die Frontinus-Gesellschaft verlieh ihm 1992 die Frontinus-Madaille.[2]
- Ende der 2000er Jahre richtete ein ehemaliger Mitarbeiter im Bereich des ehemaligen Hutthaler Teiches einen „Dr.-Martin-Schmidt-Platz“ (Karte) ein, der von Wanderern gerne als Rastplatz angenommen wird und dessen Namen sich allmählich in den Kartenwerken etabliert.[3]

## Werke
- Hans Bretschneider, Kurt Lecher, Martin Schmidt (Hrsg.): Taschenbuch der Wasserwirtschaft. 6. Auflage. Paul Parey, Hamburg/Berlin 1982, ISBN 3-490-19016-5.
- Martin Schmidt: Die Wasserwirtschaft des Oberharzer Bergbaus. In: Schriftenreihe der Frontinus-Gesellschaft e. V. 3., ergänzte Auflage. Heft 13. Harzwasserwerke, Hildesheim 2002, ISBN 3-00-009609-4.
- Martin Schmidt: WasserWanderWege, Ein Führer durch das Oberharzer Wasserregal – Weltkulturerbe. Hrsg.: Harzwasserwerke GmbH. 4. Auflage. Papierflieger Verlag, Clausthal-Zellerfeld 2012, ISBN 978-3-86948-200-2, S. 232.
- Martin Schmidt: Talsperren im Harz, Ost- und Westharz. Aktualisiert von Rainer Tonn. 9. Auflage. Papierflieger, Clausthal-Zellerfeld 2012, ISBN 978-3-86948-251-4.

| Personendaten    | Personendaten                                      |
| ---------------- | -------------------------------------------------- |
| NAME             | Schmidt, Martin                                    |
| KURZBESCHREIBUNG | deutscher Wasserbauingenieur und Talsperrenexperte |
| GEBURTSDATUM     | 29. Juli 1928                                      |
| GEBURTSORT       | Meyenburg                                          |
| STERBEDATUM      | 2. Februar 2003                                    |
| STERBEORT        | Hildesheim                                         |